# Martim Afonso de Melo, 2.º Conde de São Lourenço
D. Martim Afonso de Melo (antes de c. 1580 - 31 de Julho de 1671), 2.º Conde de São Lourenço, foi um nobre português do século XVII e um dos 40 Conjurados que executaram o golpe palaciano do 1.º de Dezembro de 1640, dando início à Restauração da Independência do Reino de Portugal.

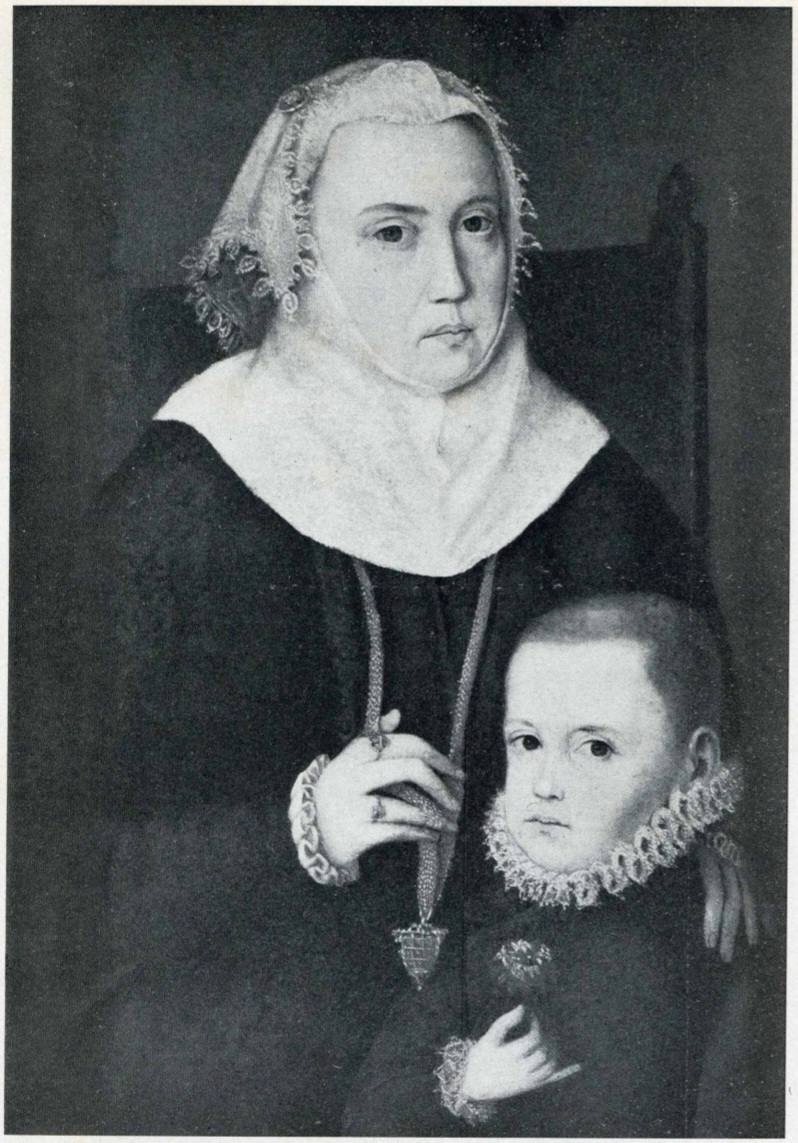
Retrato de D. Martim Afonso de Melo, futuro 2.º Conde de São Lourenço, e de sua mãe, D. Margarida da Silva, em c. 1580

Foi senhor de Vila do Bispo, dos Reguengos de Sagres e de Elvas e Alcaide-mor desta última cidade, comendador de Madalena de Elvas, Santiago de Lobão, Santiago de Petalvos, Rio Tinto usufruiu também da herança de sua mulher D. Madalena da Silva, herdeira do 1.º Conde de São Lourenço.
Foi Fidalgo do Conselho, com assento nos Conselhos de Estado e da Guerra.
Participou na Guerra da Restauração, tendo sido Governador das Armas do Alentejo. Nomeado ainda vedor da Fazenda e gentil-homem da câmara do Infante D. Pedro (futuro rei D. Pedro II).
D. Martim foi sucedido na sua Casa pelo seu filho e herdeiro Luís de Melo da Silva, 3.º Conde de São Lourenço (c.1620-?).

## Dados Genealógicos
Filho de:
- António de Melo, alcaide-mór de Elvas, comendador de Madalena de Elvas e de Farinha Podre na Ordem de Cristo.
- D. Margarida da Silva, filha de Fernão da Silva, alcaide-mór de Silves.

Casou com:
- D. Madalena da Silva, filha única de D. Pedro da Silva, 1.º Conde de São Lourenço

Teve:
- Pedro da Silva, morreu novo.
- Luiz de Melo, 3.º Conde de S. Lourenço, senhor de toda a Casa, e comendas de seu pai, e da de São Salvador de Joanne na Ordem de Cristo, védor da Casa das Rainhas Dona Maria Francisca de Saboia e Dona Maria Sofia.

Casou com Dona Filipa de Faro, que faleceu a 16 de Fevereiro de 1702 e que após viúva foi Camarista da Rainha da Grã-Bretanha, era filha de Bernardim de Távora, reposteiro mor, e de sua mulher Dona Leonor de Faro.
- Manoel de Melo, que serviu na guerra, e morreu sem geração.
- João de Melo e Silva, que foi senhor de Belas, por casar com Dona Maria da Sylva, filha herdeira de Francisco Correia da Silva, Senhor de Bellas, e não tendo sucessão, faleceu a 29 de Setembro de 1699.
- Dona Luiza da Sylva, freira no Convento do Sacramento de Lisboa.
- Dona Ignez de Castro, freira no Convento do Sacramento de Lisboa.
- Dona Maria, freira no Convento do Sacramento de Lisboa.
- Dona Francisca, freira no Convento do Sacramento de Lisboa.